# 马诺卡尔扎蒂
马诺卡尔扎蒂（義大利語：Manocalzati），是意大利阿韦利诺省的一个市镇。总面积8.62平方公里，人口3265人，人口密度378.8人/平方公里（2009年）。ISTAT代码为064046。